# Flusso potenziale
In fluidodinamica, la teoria del flusso potenziale descrive il campo della velocità come gradiente di una funzione scalare detta potenziale. Di conseguenza, un flusso potenziale è caratterizzato da un campo di velocità irrotazionale, il quale è una valida approssimazione per diverse applicazioni, sia in condizioni stazionarie che non stazionarie. L'irrotazionalità di un flusso potenziale è dovuta al fatto che il rotore di un gradiente è sempre nullo.
Nel caso di un flusso incomprimibile (in molti testi tecnici è riportata anche la dizione incompressibile), il potenziale soddisfa l'equazione di Laplace. D'altra parte la teoria potenziale è stata anche impiegata per descrivere flussi compressibili. L'approccio può inoltre modellare sia flussi stazionari che instazionari.
Applicazioni della schematizzazione di flusso potenziale sono ad esempio: flussi esterni su superfici aerodinamiche, onde marine e flussi di falde acquifere. Per flussi (o zone di flusso) con marcati effetti vorticosi, l'approssimazione di flusso potenziale non è applicabile.

## Caratteristiche ed applicazioni

Linee di corrente per un flusso potenziale incompressibile attorno ad un cilindro circolare in una corrente uniforme.

### Descrizione e caratteristiche
In fluidodinamica, un flusso potenziale è descritto per mezzo di una funzione potenziale φ, funzione delle coordinate spaziali e del tempo. La velocità del flusso {\displaystyle {\frac {\operatorname {d} {\bar {r}}}{\operatorname {d} t}}(x,y,z,t)} è per definizione posta uguale al gradiente del potenziale φ:
{\displaystyle {\frac {\operatorname {d} {\bar {r}}}{\operatorname {d} t}}=\nabla \varphi .}
In alcuni casi viene impiegata la definizione
{\displaystyle {\frac {\operatorname {d} {\bar {r}}}{\operatorname {d} t}}=-\nabla \varphi }
con il segno meno. Dal calcolo vettoriale è noto che il rotore di un gradiente è nullo:
{\displaystyle \nabla \times \nabla \varphi =0}
e di conseguenza la vorticità è nulla:
{\displaystyle \nabla \times {\frac {\operatorname {d} {\bar {r}}}{\operatorname {d} t}}=0.}
Ciò implica che il flusso potenziale è un flusso irrotazionale. Ciò ha conseguenze dirette per l'applicabilità del metodo. Infatti in regioni di flusso dove la vorticità è normalmente non trascurabile, come in una scia, un ricircolo o all'interno dello strato limite, la teoria del flusso potenziale non è in grado di rappresentare il flusso con sufficiente accuratezza. Malgrado ciò, in molte applicazioni vi sono sufficienti porzioni di flusso dove l'assunzione di flusso irrotazionale è verosimile, come in alcune applicazioni di aerodinamica, di idraulica o di acustica.

### Flusso incomprimibile
Nel caso di un flusso incomprimibile — come ad esempio un flusso di un liquido o un gas a basso numero di Mach — la velocità possiede divergenza nulla:
{\displaystyle \nabla \cdot {\frac {\operatorname {d} {\bar {r}}}{\operatorname {d} t}}=0}
dove il punto indica l'operazione di prodotto scalare. Di conseguenza, il potenziale φ deve soddisfare l'equazione di Laplace
{\displaystyle {\nabla }^{2}\varphi =0}
dove {\displaystyle {\nabla }^{2}} è l'operatore di Laplace (o Laplaciano). In questo caso il flusso può essere determinato completamente dalla sua cinematica: l'assunzione di irrotazionalità e di divergenza nulla. La dinamica può essere valutata conseguentemente, se si è interessati al campo di pressione, come per esempio nello studio di superfici aerodinamiche, utilizzando il principio di Bernoulli.
In un flusso bidimensionale (nel quale cioè gli effetti della terza dimensione sono trascurabili) il flusso potenziale si riduce ad un sistema molto semplice.

### Flusso comprimibile
La teoria del flusso potenziale può anche essere impiegata per modellare un flusso comprimibile come, ad esempio, un flusso d'aria che si avvicini a Mach 0,3 (gli effetti di comprimibilità tendono a diventare sempre meno trascurabili all'aumentare del numero di Mach). L'equazione completa del potenziale compressibile è
{\displaystyle \left(1-\mathrm {Ma} _{x}^{2}\right){\frac {\partial ^{2}\Phi }{\partial x^{2}}}+\left(1-\mathrm {Ma} _{y}^{2}\right){\frac {\partial ^{2}\Phi }{\partial y^{2}}}+\left(1-\mathrm {Ma} _{z}^{2}\right){\frac {\partial ^{2}\Phi }{\partial z^{2}}}-2\mathrm {Ma} _{x}\mathrm {Ma} _{y}{\frac {\partial ^{2}\Phi }{\partial x\,\partial y}}-2\mathrm {Ma} _{y}\mathrm {Ma} _{z}{\frac {\partial ^{2}\Phi }{\partial y\,\partial z}}-2\mathrm {Ma} _{z}\mathrm {Ma} _{x}{\frac {\partial ^{2}\Phi }{\partial z\,\partial x}}=0,}
dove x è la direzione del flusso indisturbato; con Ma si è indicato per brevità il numero di Mach e con le derivate parziali:
{\displaystyle \mathrm {Ma} _{x}={\frac {1}{a}}{\frac {\partial \Phi }{\partial x}}\qquad \mathrm {Ma} _{y}={\frac {1}{a}}{\frac {\partial \Phi }{\partial y}}\qquad \mathrm {Ma} _{z}={\frac {1}{a}}{\frac {\partial \Phi }{\partial z}},}
e dove con a si è indicata la velocità del suono locale. La velocità del flusso è posta uguale a ∇Φ, per definizione di potenziale Φ. Questa equazione è valida per flussi subsonici, transonici e supersonici irrotazionali, per qualsiasi angolo d'attacco.
Nel caso di flussi subsonici o supersonici (quindi non transonici o ipersonici) e a piccoli angoli d'attacco e corpi sottili, è possibile semplificare quest'equazione suddividendo il potenziale in una componente dovuta alla velocità del flusso indisturbato x∞, nella direzione del moto, e una piccola perturbazione ∇φ:
{\displaystyle \nabla \Phi ={\dot {x}}_{\infty }+\nabla \varphi .}
Introducendo questa semplificazione nell'equazione completa, si perviene all'equazione linearizzata del potenziale compressibile:
{\displaystyle \left(1-\mathrm {Ma} _{\infty }^{2}\right){\frac {\partial ^{2}\varphi }{\partial x^{2}}}+{\frac {\partial ^{2}\varphi }{\partial y^{2}}}+{\frac {\partial ^{2}\varphi }{\partial z^{2}}}=0}
dove con Ma∞ = x∞ / a∞ si è indicato il numero di Mach della corrente indisturbata. Questa equazione linearizzata è molto più semplice da risolvere rispetto a quella completa: può infatti essere ricondotta all'equazione di Laplace tramite un cambio di variabili.